# Microdillus peeli
Genre
Espèce
Statut de conservation UICN

 LC  : Préoccupation mineure
Microdillus peeli est une espèce de rongeur de la famille des Muridés, la seule du genre Microdillus. C'est une gerbille appelée Gerbille pygmée, tout comme l'espèce Gerbillus henleyi.

## Distribution
Cette gerbille est endémique de Somalie.

## Publication originale
- de Winton, 1898 : Description of three new rodents from Africa. Annals and Magazine of Natural History, ser. 7, vol. 7, p. 251–254
- Thomas, 1910 : Further new African Mammals. Annals and Magazine of Natural History, ser. 8, vol. 5, p. 191-202